# Rapla
 (octobre 2021).
Si vous disposez d'ouvrages ou d'articles de référence ou si vous connaissez des sites web de qualité traitant du thème abordé ici, merci de compléter l'article en donnant les références utiles à sa vérifiabilité et en les liant à la section « Notes et références ».
Rapla (anciennement Rappel, en allemand) est une ville estonienne, chef-lieu de la région de Rapla et centre administratif de la municipalité rurale du même nom. Sa population était de 5 353 habitants au 1er janvier 2023.

## Géographie
Rapla est située dans la partie occidentale de l'Estonie, dans une plaine vallonnée à 67 mètres d'altitude, près de la route Tallinn-Viljandi.
Elle est traversée par la rivière Vigala.
La distance jusqu'à Tallinn par la route est de 53 kilomètres.

## Histoire
L'endroit a été mentionné par écrit en 1241 sous le nom de Rapal.
Une église consacrée à Marie-Madeleine y a été bâtie à la fin du XIIIe siècle. Le village et l'église appartiennent alors au domaine d'Allo (Alu aujourd'hui).
Celui-ci est la possession de l'abbaye de Padise en 1478, jusqu'à la réforme protestante au siècle suivant. Les terres d'Allo et de Rappel (nom officiel à l'époque) se séparent en 1705. Puis la région est administrée par l'Empire russe, jusqu'à la chute de l'Empire et l'indépendance de l'Estonie. C'était le domaine de la famille von Tiesenhausen.
C'est dans la seconde moitié du XIXe siècle que Rappel connaît un accroissement de population dû à la prospérité économique. Une pharmacie ouvre en 1866, suivi d'une école paroissiale deux ans plus tard et un relais de poste à cheval en 1893. Une nouvelle église luthérienne est construite en 1901 sur la rive nord de la rivière. Rappel est relié en 1900 par un petit train à voie étroite à Reval et à Fellin. Une scierie et une limonaderie s'installent près de la gare.
Rapla (nom estonien officiel depuis les années 1930) devient un bourg (alev) en 1945 à l'époque de la république socialiste soviétique d'Estonie et obtient son statut de ville en 2003, plus de dix ans après l'indépendance du pays.

## Démographie
| 1913 | 1941 | 1959  | 1979  | 1989  |
| ---- | ---- | ----- | ----- | ----- |
| 253  | 735  | 3 073 | 5 599 | 6 271 |

| 2000  | 2006  | 2011  | 2019  | 2020  |
| ----- | ----- | ----- | ----- | ----- |
| 5 758 | 5 682 | 5 202 | 5 069 | 5 003 |

| 2023  | - | - | - | - |
| ----- | - | - | - | - |
| 5 353 | - | - | - | - |

## Monuments
L'église luthérienne-évangélique Sainte-Marie-Madeleine construite en 1901, en style néoroman par Rudolf von Engelhardt. C'est l'église la plus grande d'Estonie.

## Transports
Rapla est traversée par la route nationale 15 (Tallinn–Rapla–Türi) et par la ligne ferroviaire Tallinn-Viljandi.
Les lignes de bus vers Tartu, Paide, Türi, Haapsalu, etc. partent de la gare routière de Rapla.

## Galerie

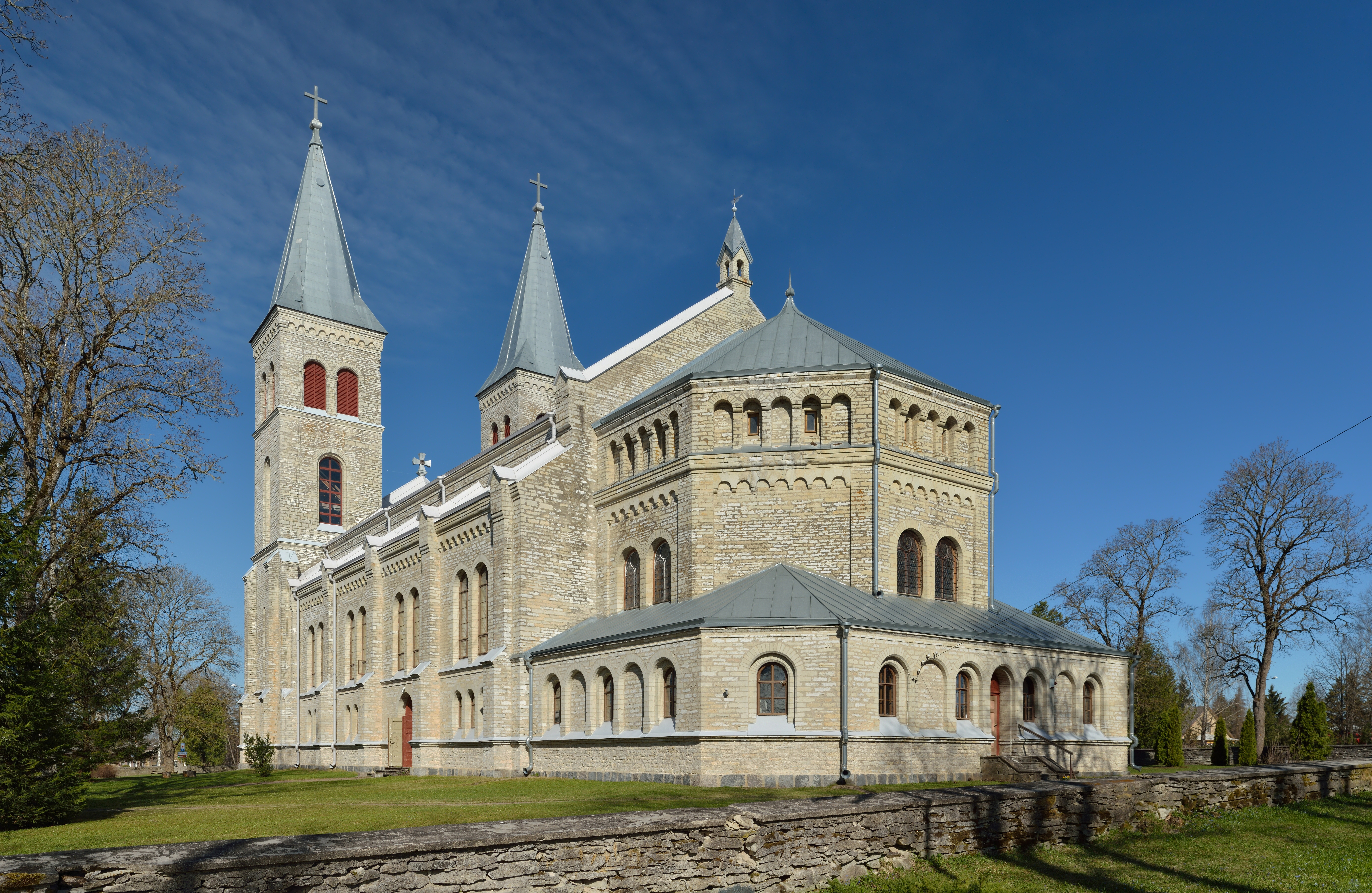
Église Sainte-Marie-Madeleine.
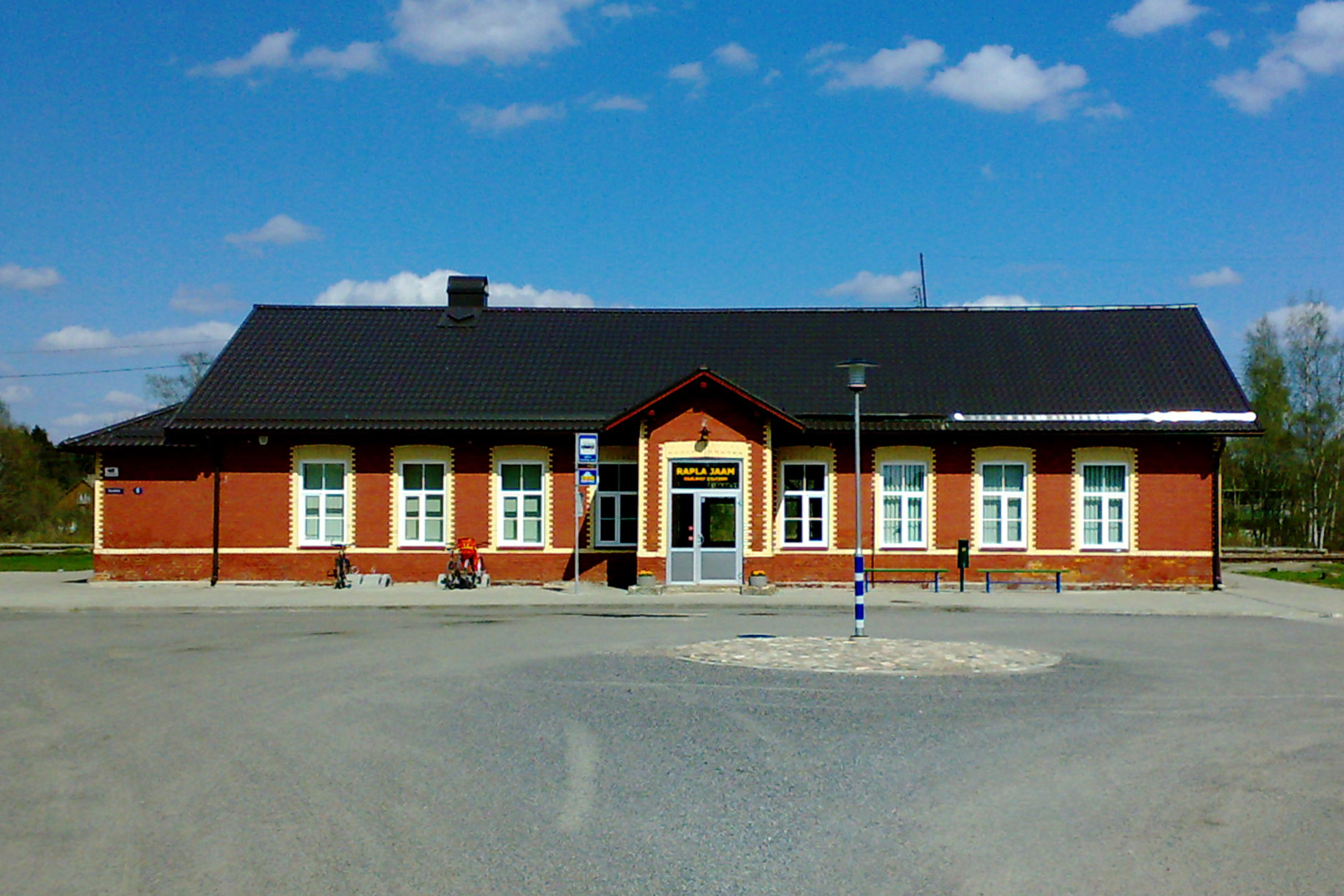
Gare de Rapla.
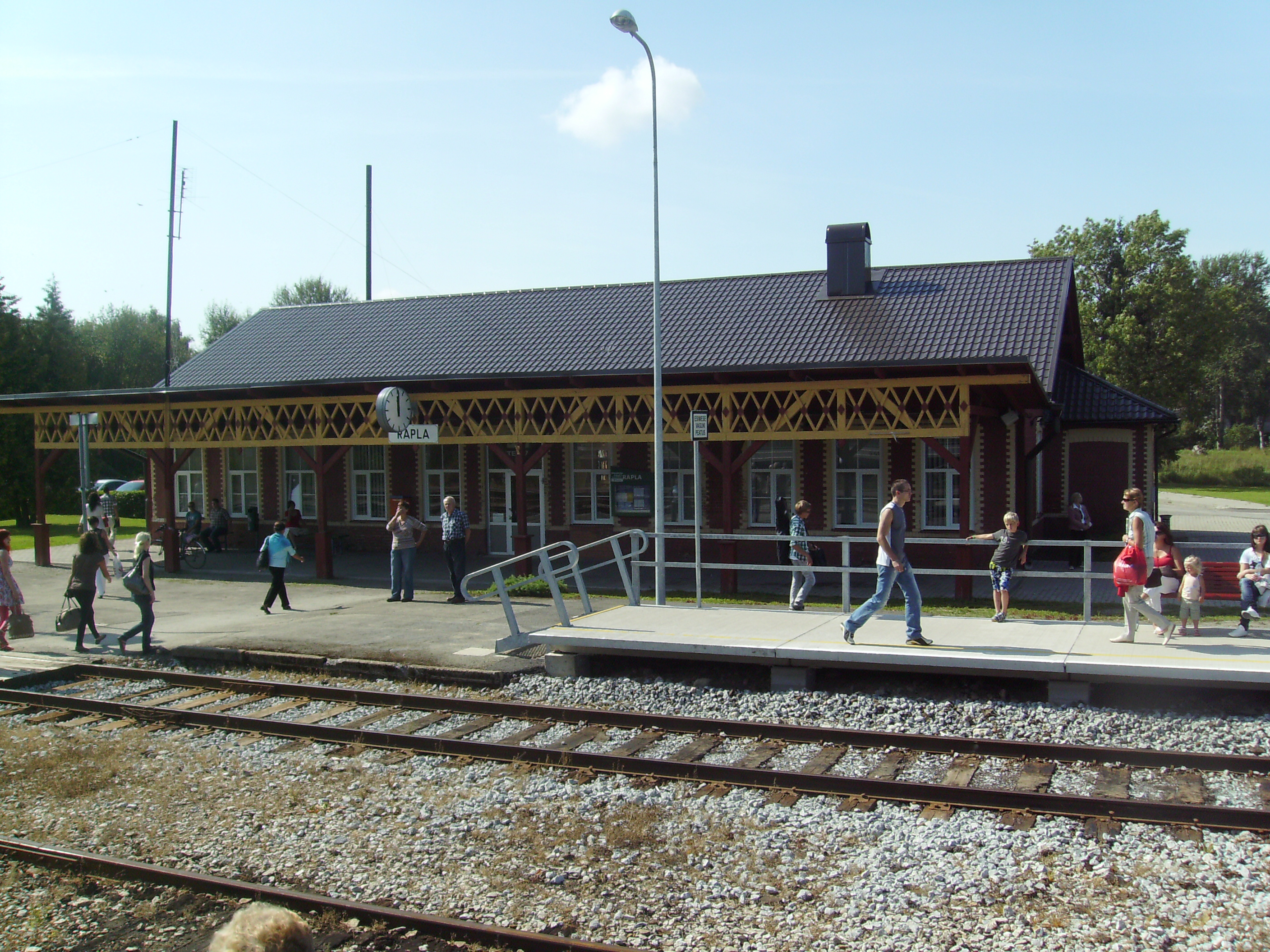
Gare de Rapla.

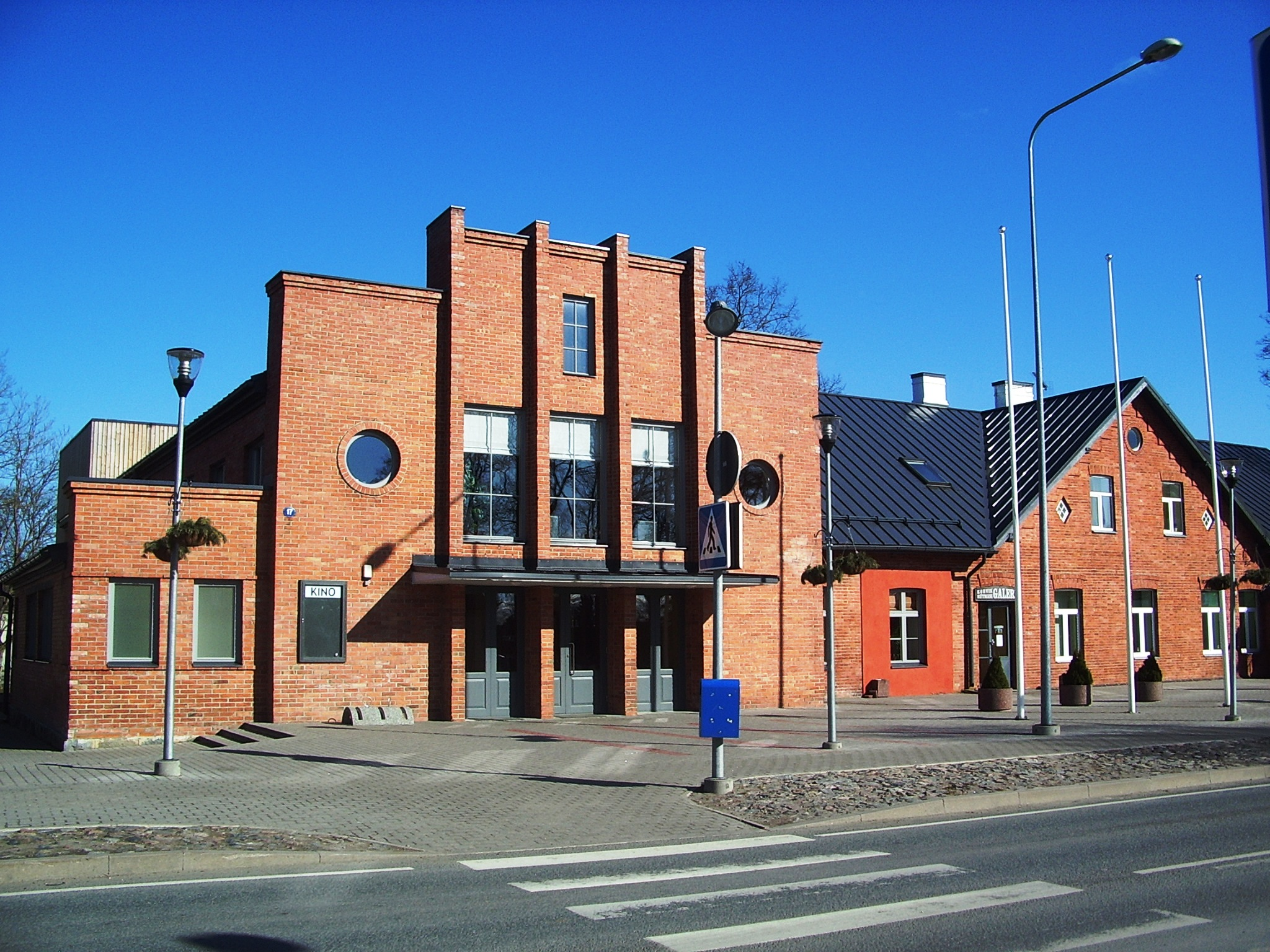
Centre culturel de Rapla.
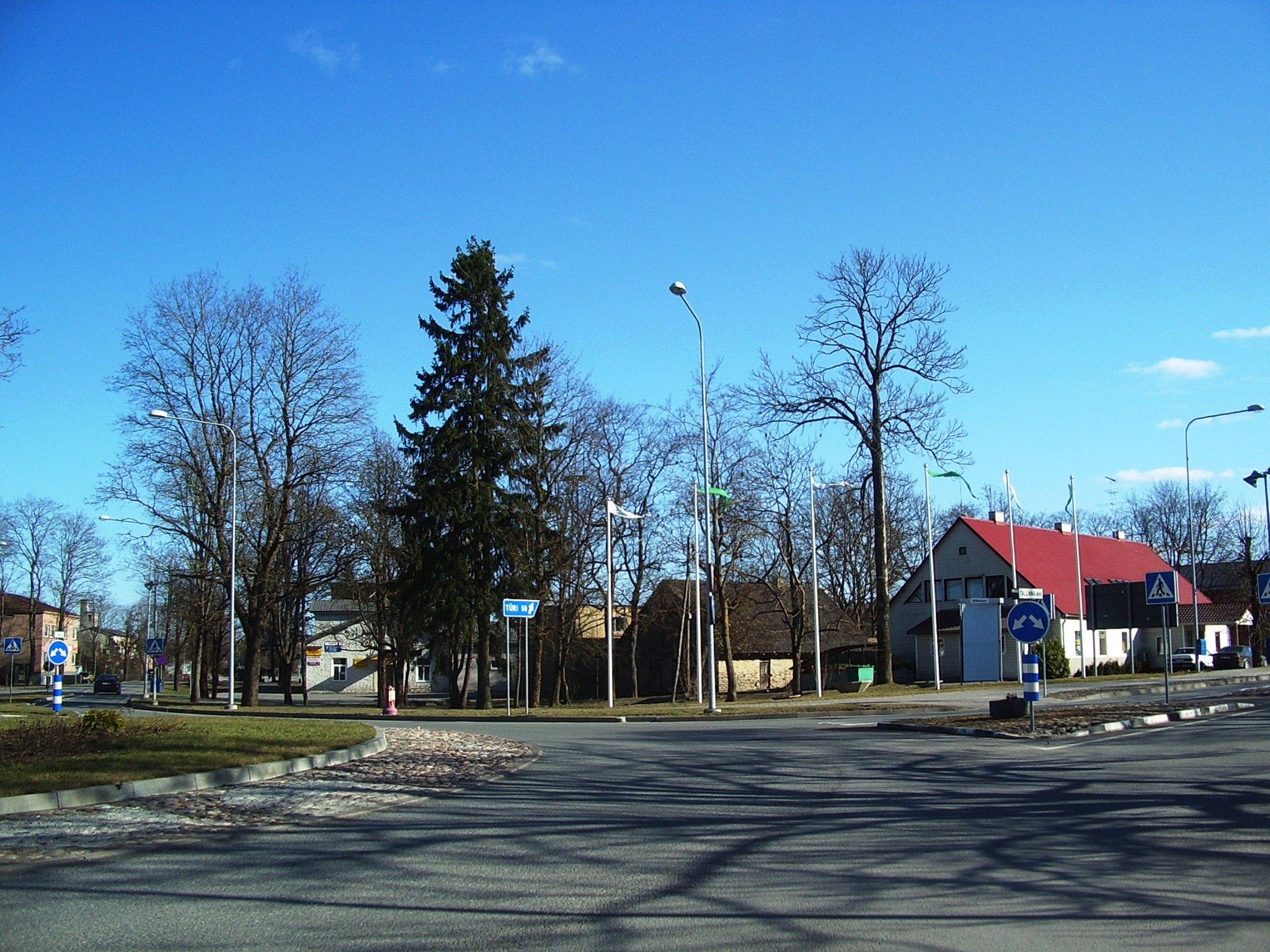
Place centrale de Rapla.
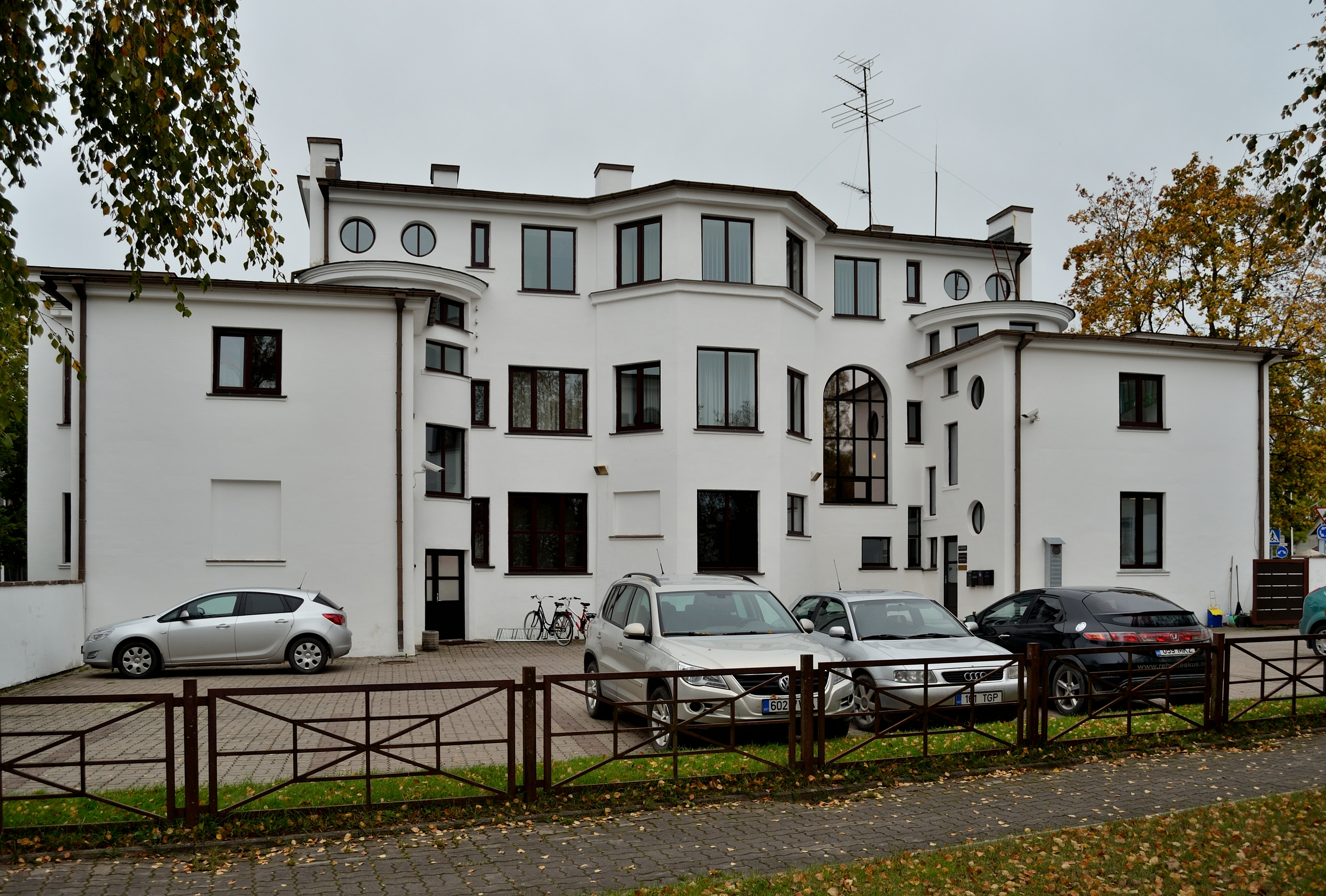
Banque SEB.

## Personnalités liées
- Kristiina Ehin (1977-), poétesse estonienne.
- Urmas Sisask (1960-2022), compositeur estonien.
- Anne Veski (1956-), chanteuse estonienne.
- Raimond Valgre (1913-1949), auteur compositeur.